# Kozjak (wieś w Chorwacji)
Kozjak – wieś w Chorwacji, w żupanii osijecko-barańskiej, w gminie Bilje. W 2011 roku liczyła 60 mieszkańców.